# Sam Perrett

a Compétitions nationales et continentales officielles uniquement.

b Matchs officiels uniquement.
Sam Perrett, né le 14 mai 1985 à Auckland, est un joueur de rugby à XIII néo-zélandais évoluant au poste d'ailier, d'arrière ou de centre dans les années 2000. Il a effectué toute sa carrière professionnelle aux Sydney Roosters depuis 2004. Titulaire en club, il est sélectionné en équipe de Nouvelle-Zélande pour la coupe du monde 2008 qu'il remporte et lors du Tournoi des Quatre Nations 2009 en Angleterre et en France.

## Palmarès
- Vainqueur de la coupe du monde : 2008.